# Flaggen und Wappen der Landesbezirke der Slowakei
Diese Liste zeigt die Flaggen und Wappen der acht Landesbezirke der Slowakei.
| Wappen | Flagge | Landesbezirk         | Lage |
| ------ | ------ | -------------------- | ---- |
|        |        | Banskobystrický kraj |      |
|        |        | Bratislavský kraj    |      |
|        |        | Košický kraj         |      |
|        |        | Nitriansky kraj      |      |
|        |        | Prešovský kraj       |      |
|        |        | Trenčiansky kraj     |      |
|        |        | Trnavský kraj        |      |
|        |        | Žilinský kraj        |      |